# جان بيرنير
جان بيرنير هو لاعب هوكي جليد كندي، ولد في 21 يوليو 1954 في سان هياسنت في كندا.

## وصلات خارجية
- جان بيرنير على موقع EliteProspects.com (الإنجليزية)
- جان بيرنير على موقع HockeyDB.com (الإنجليزية)
- جان بيرنير على موقع Hockey-Reference.com (الإنجليزية)